# Brownsea Island

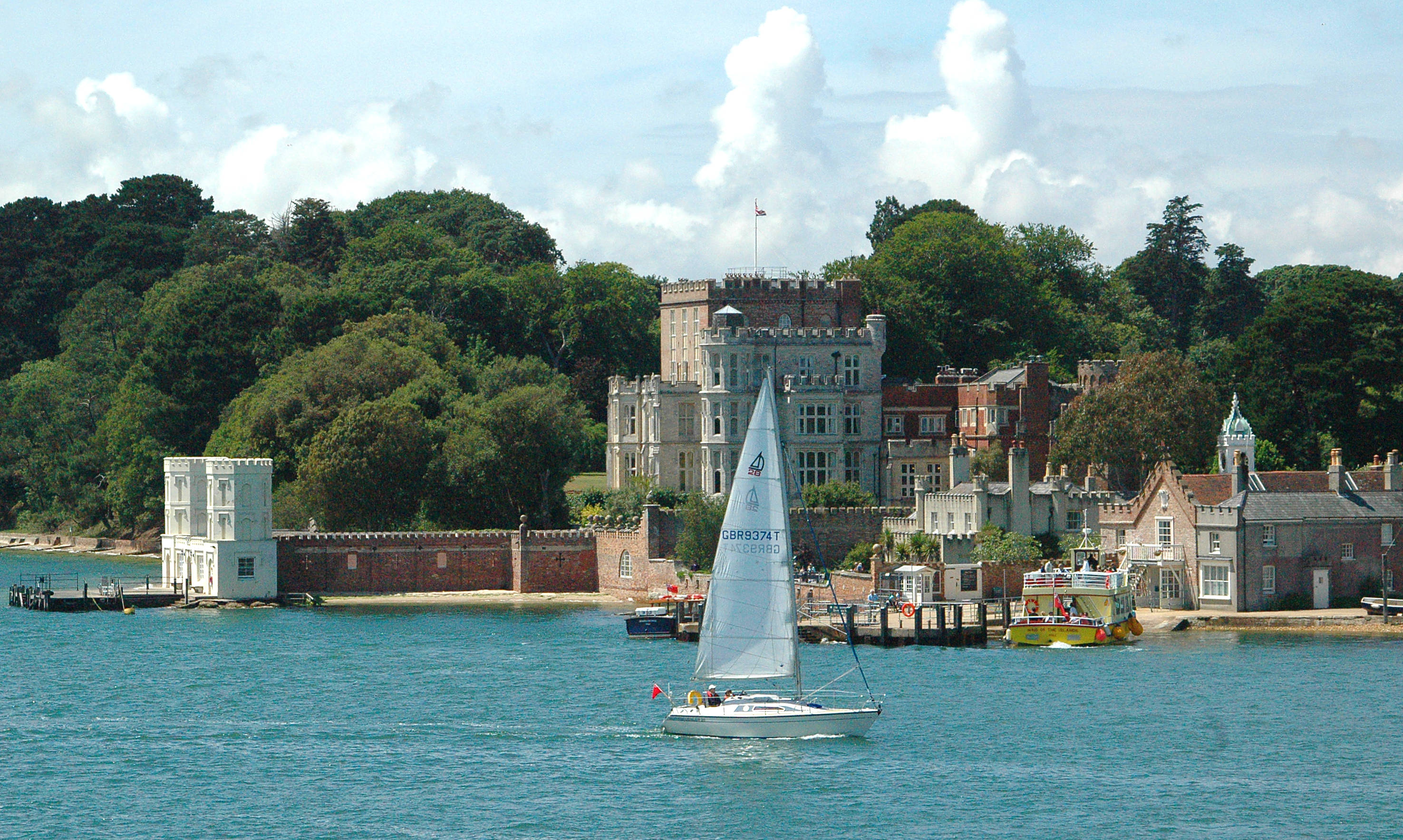
Brownsea Island

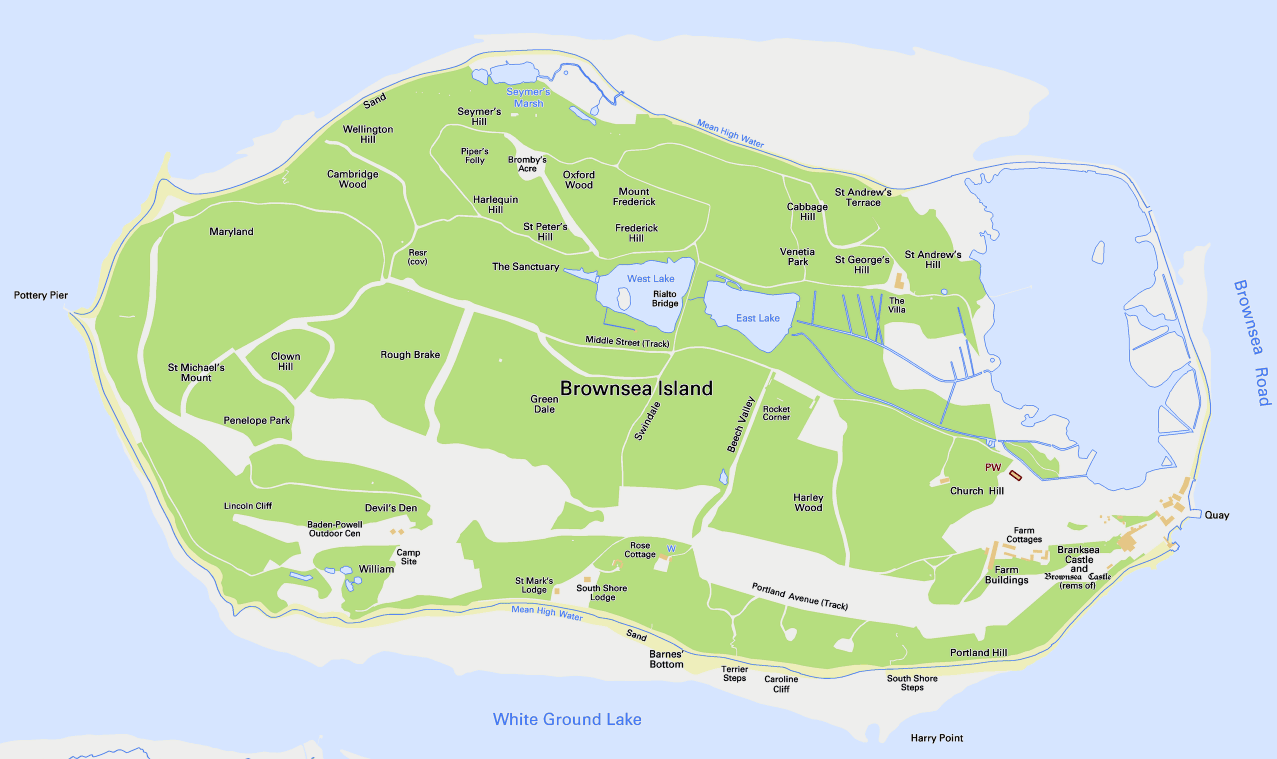
Brownsea Island

Brownsea Island är en ö utanför Dorset, England. Ön är 2,4 km lång och 1,2 km bred. Brownsea Island ligger i Poole Harbour på motsatta sidan av staden Poole. Ön är den största av åtta öar i Poole Harbour. 
På ön arrangerades 1-9 augusti 1907 det första experimentella scoutlägret av Robert Baden-Powell, vilket ledde till grundandet av scoutrörelsen.